# Africa (Schiff, 1903)
Die Africa war ein britisches Dampfschiff, das am 16. September 1915 auf dem Weg von London nach Boulogne-sur-Mer auf eine vom deutschen U-Boot UC 6 gelegte Mine lief. Das Schiff war zu diesem Zeitpunkt mit vier Eisenbahnwagen eines Lazarettzuges beladen.

## Geschichte
Die Africa wurde 1903 von Earle’s Shipbuilding and Engineering Company in Kingston upon Hull gebaut. Es handelte sich um ein von einer 233 nominalen Pferdestärken starken Dreizylinder-Dampfmaschine mit dreifacher Expansion über einen Propeller angetriebenes Dampfschiff, das der Bennett Steamship Company in Goole gehörte. Der Kapitän war William Denby oder nach anderen Quellen H. A. Greenwood.
In der Nacht vom 15. September 1915 verlegte das deutsche U-Boot UC 6, das erst am 20. Juni 1915 vom Stapel gelaufen war, in der Straße von Dover südlich des Leuchtschiffes South Goodwin Minen. Am Abend des darauffolgenden Tages, am 16. September 1915, lief die Africa 1,5 Meilen von Kingsdown und 2,5 Meilen südlich von Deal in Kent auf eine dieser Minen, die zuvor nicht bemerkt worden waren. Dabei starben zwei Besatzungsmitglieder.

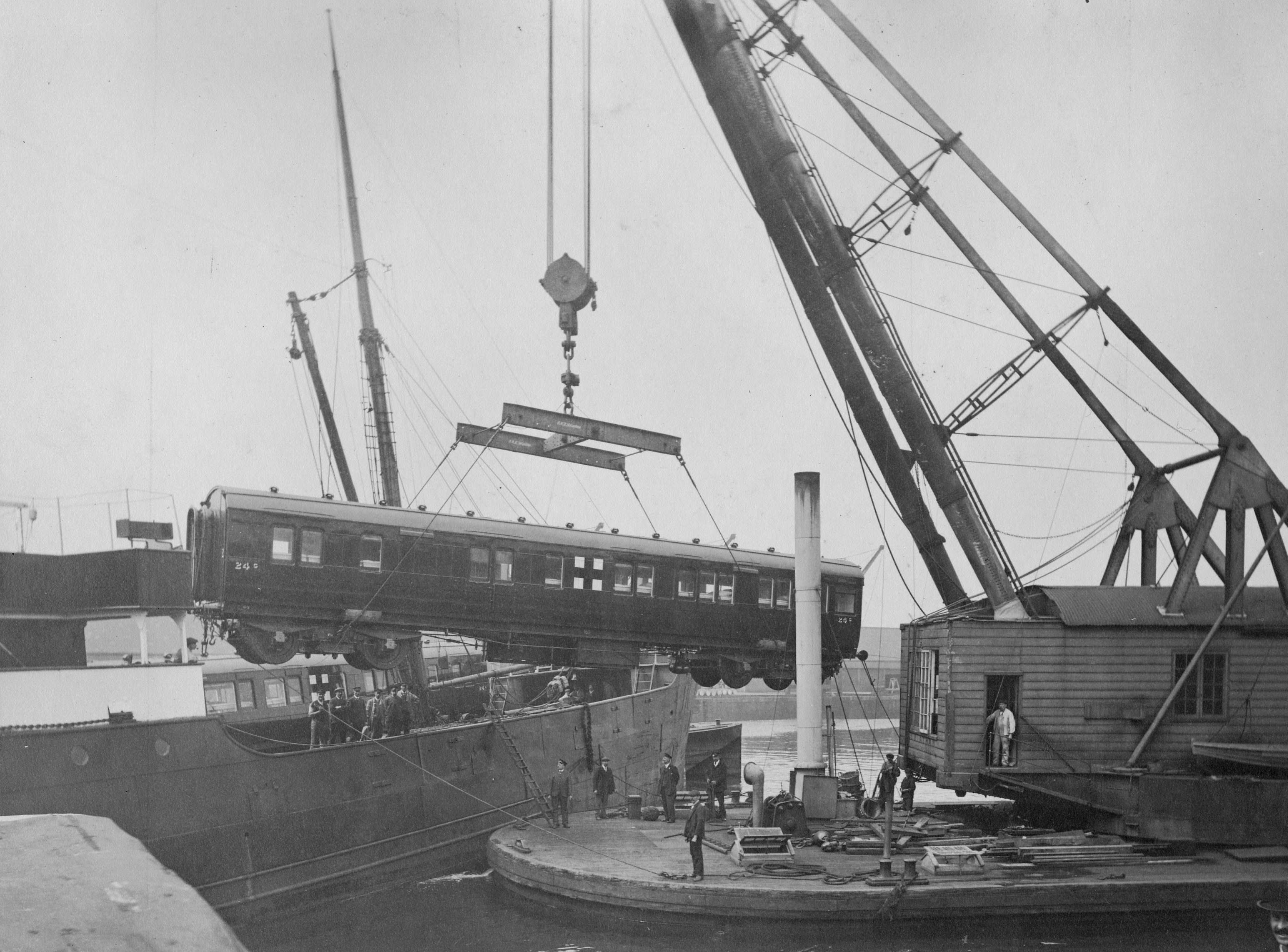
Beladung der Africa im Hafen Tilbury vor ihrer letzten Fahrt

Das Schiff war mit vier Eisenbahnwagen beladen, die Teil eines der 16 von der Great Western Railway für den Einsatz im Ersten Weltkrieg bereitgestellten Lazarettzüge waren, die jeweils aus 16 Wagen bestanden. Diese sollten mit der Africa von den Tilbury Docks nach Boulogne in Frankreich überführt werden, um auf dem Kontinent Verletzte in geeignete Lazarette zu transportieren. Dazu waren mehrere Mitarbeiter der Great Western Railway an Bord, die das Schiffsunglück überlebten.
Die Africa sank nicht sofort, sondern konnte noch an die Downs an der englischen Küste in der Nähe von Deal geschleppt werden. Diese Küste bekam wegen der vielen dort auf Grund gelegten Schiffe, die dort repariert werden sollten, bald darauf den Namen Hospital Coast. Das Wrack lag auf Position 51° 13′ 57,1″ N, 1° 24′ 40,8″ O. Es wurde am 26. Mai 1917 durch Trinity House gesprengt.